# Chabottonnes
Chabottonnes est une ancienne commune des Hautes-Alpes, aujourd'hui intégrée à Saint-Jean-Saint-Nicolas.

## Géographie
Chabottonnes est situé sur la rive droite du Drac, en aval de Saint-Jean et en amont de Chabottes, sur les basses collines bordant au sud le massif de Vieux Chaillol. Le village est installé à 1120 mètres d'altitude au débouché du petit torrent des Veyrons, dont un peu plus bas une dérivation alimentait le moulin de Chabottonnes. Plusieurs canaux d'irrigation, dont le canal de Saint-Julien, traversent l'ancienne commune parallèlement au Drac. Son exposition à l'adret, la présence d'une plaine bordant le Drac et l'abondance d'eaux circulant sur son territoire en font un espace agricole assez riche au climat relativement tempéré.
La seule route desservant Chabottonnes est la départementale 43 qui relie Saint-Bonnet-en-Champsaur à Pont-du-Fossé en passant par Saint-Michel-de-Chaillol et Chabottes. Chabottonnes est à 3,5 kilomètres de Pont-du-Fossé, son actuel chef-lieu, à 11 kilomètres de Saint-Bonnet (par la route directe), et à 20 de Gap par le col de Manse.

## Toponymie
Chabottonnes  est un diminutif de  Chabottes, nom de la paroisse et commune voisine. Ce dernier est lui-même la francisation directe de l'occitan vivaro-alpin chabota, forme locale de cabot, nom donné en Provence aux cabanes en pierres sèches,.

## Histoire

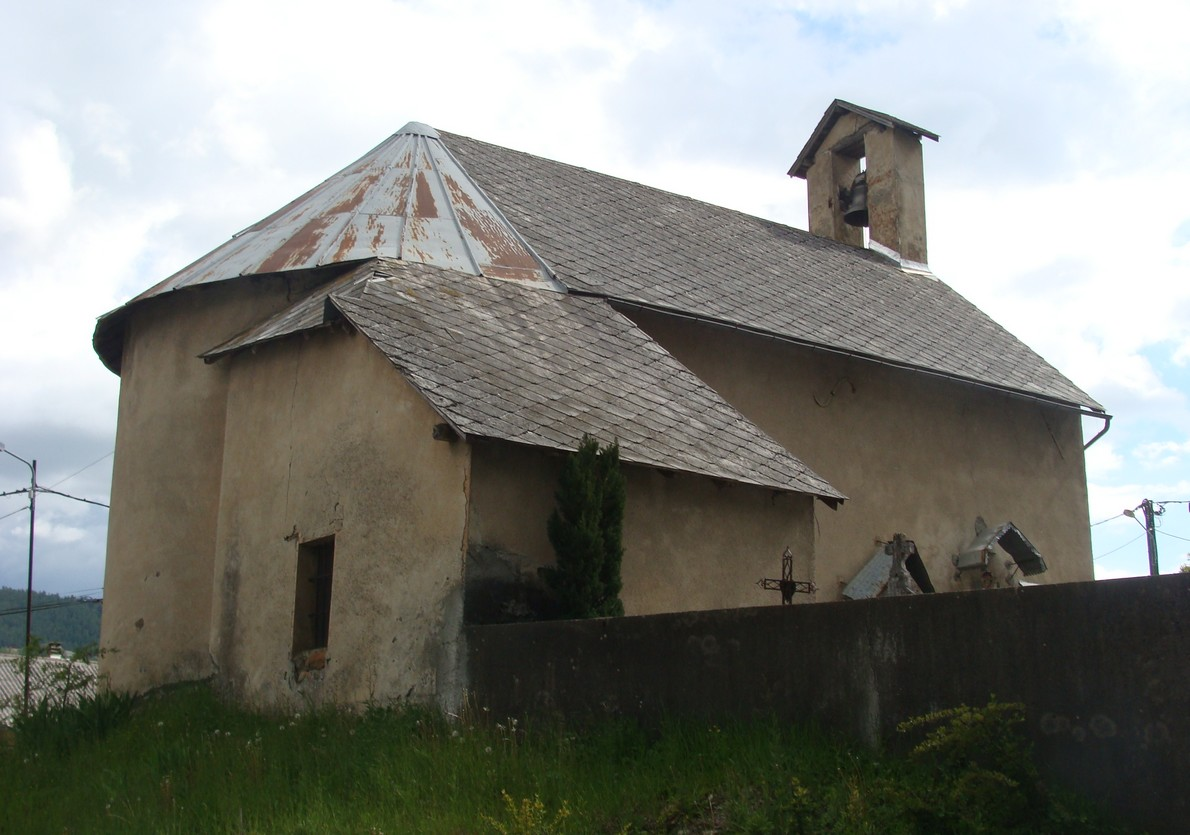
L'église de Chabottonnes

La paroisse pourrait avoir existé dès le VIIIe siècle, comme celles de Chabottes et de Saint-Jean ses voisines. Cependant elle n'est réellement attestée qu'à partir du XIe siècle, lorsque Nantelme, seigneur majeur du Champsaur, fit don de l'église de Chaboteti(s) à l'abbaye de Cluny. Elle revint ensuite au prieur de Chabottes, qui en perçut les dîmes jusqu'à la Révolution. Ruinée lors des guerres de religion, restaurée seulement un siècle plus tard, l'église de Chabottonnes fut encore détruite par un incendie avec la plus grande partie du village au mois de juin 1767.
Au XIVe siècle, Chabottonnes appartenait au mandement de Chaillol. À partir du XVe, à celui de Montorcier. Le dauphin Humbert II partageait cette petite coseigneurie avec le seigneur majeur de Saint-Jean de Montorcier. Il n'y avait pas de seigneur résident sur le territoire.
Chabotonnes comptait 55 habitants payant l'impôt en 1395, 120 en 1789, 109 en 1905.
En 1963, la commune de Chabottonnes a fusionné avec la commune voisine de Saint-Jean-Saint-Nicolas, dont elle est devenue un hameau. Elle a de ce fait quitté le canton de Saint-Bonnet, auquel elle appartenait, pour celui d'Orcières, auquel est rattaché son nouveau chef-lieu.

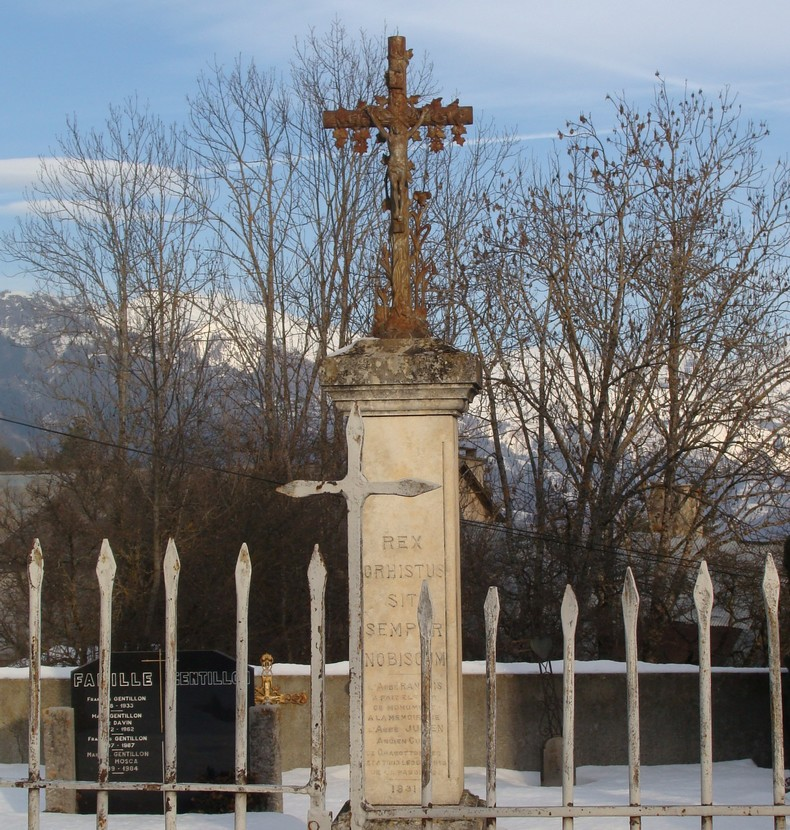
Stèle et croix ouvragée dans le cimetière de Chabottonnes

## Lieux et monuments
- L'église, simple chapelle à nef unique, abside en cul-de-four, façade-mur surmontée d'un clocheton.
- Le cimetière, contenant de nombreuses croix ouvragées, accolé à l'église.
- Un centre d'accueil et de vacances pour enfants, proche de l'église.
- Bâtiments de l'ancien moulin, au sud-ouest du village.

## Personnes liées à la commune
- Parmi les curés de la paroisse plusieurs furent d'extraction noble, notamment au XVIIe siècle Jean du Serre-Bresson et Honoré Berluc (de la famille des Berllucci de Provence), et à l'époque prérévolutionnaire Mathieu de Caseneuve, oncle de l'évêque de Gap Ignace de Cazeneuve[7].

- L'abbé Jean Ranguis, curé d'Orcières puis de Saint-Jean de Montorcier, auteur en 1905 d'une Histoire du mandement de Montorcier (dont faisait partie Chabottonnes), est né à Chabottonnes, et y a fait édifier en 1931 au cimetière une stèle surmontée d'une croix en fer forgé ouvragé. Sa famille est toujours présente sur la commune.